# 本案判決
本案判決（ほんあんはんけつ）とは民事訴訟において訴訟の対象になっている権利又は法律関係の有無について判断を下す判決をいう。対義語は訴訟判決である。
日本法上では、本案判決はさらに、その性質に応じて、給付判決・確認判決・形成判決に区分される。
行政事件訴訟では、認容判決、棄却判決、事情判決に区分される。